# İslahiye
İslahiye là một huyện thuộc tỉnh Gaziantep, Thổ Nhĩ Kỳ. Huyện có diện tích 818 km² và dân số thời điểm năm 2007 là 66083 người, mật độ 81 người/km².